# L'Écroulement de la Baliverna (recueil)
L'Écroulement de la Baliverna est un recueil de nouvelles écrites par Dino Buzzati, publié d'abord en Italie en 1958 sous le titre Il crollo della Baliverna. Il paraît en France en 1960 chez Robert Laffont. Il est l'un des éléments qui composeront le grand recueil Sessanta racconti, paru quant à lui pour la première fois en Italie en 1966 (Arnoldo Mondadori Editore), et qui rassemble Le K et Les Sept Messagers.

## Liste des nouvelles
1. L'Écroulement de la Baliverna (it) (Il crollo della Baliverna)
2. Le Chien qui a vu Dieu (Il cane che ha visto Dio)
3. Jusqu'à la dernière goutte de sang (Fino all'ultima goccia di sangue)
4. Garage Erebus (Autorimessa Erebus)
5. Il était arrivé quelque chose (it) (Qualcosa era successo)
6. La Grosse Couleuvre (La grande biscia)
7. Le Frère transformé (Il fratello cambiato)
8. Sic transit (Sic transit)
9. Un ver à la maison (Un verme in casa)
10. La Machine à arrêter le temps (La macchina che fermava il tempo)
11. Les Souris (I topi)
12. Un corbeau au Vatican (Un corvo in Vaticano)
13. Rendez-vous avec Einstein (Appuntamento con Einstein)
14. L'Obscurité (Il buio)
15. La Fillette oubliée (La bambina dimenticata)
16. Les Amis (Gli amici)
17. Les Gladiateurs (I reziarii)
18. Le Dénonciateur (Il delatore)
19. À l'hydrogène (All'idrogen)
20. L'Homme qui voulut guérir (L'uomo che volle guarire)
21. 24 mars 1968 (24 marzo 1958)
22. Les Tentations de saint Antoine (Le tentazioni di sant'Antonio)
23. L'Enfant tyran (Il bambino tiranno)
24. Triomphe (Trianfo)
25. Rigoletto (Rigoletto)
26. Les Cinq Frères (I cinque fratelli)
27. Le Musicien envieux (Il musicista invidioso)
28. La Machine (La macchina)
29. Nuit d'hiver à Philadelphie (Notte d'inverno a Filadelfia)
30. L'Avalanche (La frana)
31. Ils n'attendaient rien d'autre (Non aspettavano altro)
32. La soucoupe se posa (Il disco si posò)

Attention, les nouvelles incluses dans la version française du recueil ne sont pas les mêmes que dans le recueil italien Il crollo della Baliverna, qui se complète par :
- L'epidemia (entre Les Tentations de Saint Antoine et L'Enfant tyran)
- Il provocatore (entre Les Tentations de Saint Antoine et L'Enfant tyran)
- Il delitto del cavaliere Imbriani (entre Triomphe et Rigoletto)
- Processo per idolatria (entre Les Cinq Frères et Le Musicien envieux)
- Il caso di Aziz Maio (entre La Machine et Nuit d'hiver à Philadelphie)

## Thèmes
Parmi les sujets abordés dans le recueil, le fait religieux revient fréquemment (Le Chien qui a vu Dieu, L'Homme qui voulut guérir, Rendez-vous avec Einstein, La Soucoupe se posa). Buzzati y expose les puissances et les travers de la religiosité.